# Subener Straße
Die Subener Straße (B 149) ist eine Landesstraße in Österreich. Sie führt auf einer Länge von 7,4 km von Schärding zur Innkreis Autobahn (A 8). Benannt ist die B 149 nach der Gemeinde Suben, die an ihr liegt.

## Geschichte
Die heutige B 149 geht zurück auf die Obernberger Reichsstraße (später: Obernberger Straße) zwischen Altheim und Schärding, welche am Ufer des Inn entlang durch das Innviertel führte und bereits im 19. Jahrhundert auf Kosten des Staates instand gehalten wurde.
Beim Bau der Innkreis Autobahn (A 8) wurde die mittlerweile als B 142 geführte Obernberger Straße über die „Anschlussstelle Suben“ mit dieser verbunden (tatsächlich befindet sich die „Anschlussstelle Suben“ nicht im Gemeindegebiet von Suben, sondern im Gemeindegebiet von St. Marienkirchen bei Schärding).
Am 1. März 1992 wurde die bisherige B 142 im Bereich zwischen Altheim und der „Anschlussstelle Suben“ durch die neue Altheimer Straße (B 148) ersetzt. Der nördliche Streckenabschnitt der B 148 im Bereich zwischen Schärding und der „Anschlussstelle Suben“ wird seit dem 1. Jänner 1994 als Subener Straße (B 149) bezeichnet, das zwischen Ort im Innkreis und der „Anschlussstelle Suben“ liegende und parallel zur A 8 verlaufende Stück der ehemaligen B 142 ist jetzt die Reichersbergerer Straße (L 512).